# Söderhamns kommun
61°18′N 17°3′Ø / 61.300°N 17.050°Ø
Söderhamns kommun ligger i länet Gävleborgs län i landskapet Hälsingland i Sverige. Kommunens administrationsby er byen Söderhamn. Kommunen har kyst til og skærgård i Den Botniske Bugt

## Byer
Söderhamnkommun havde i 2005 11 byer.
Indbyggere pr. 31. december 2005.
| #   | By          | Indbyggere |
| --- | ----------- | ---------- |
| 1.  | Söderhamn   | 12.056     |
| 2.  | Ljusne      | 2.155      |
| 3.  | Sandarne    | 2.051      |
| 4.  | Söderala    | 961        |
| 5.  | Bergvik     | 847        |
| 6.  | Vannsätter  | 489        |
| 7.  | Marmaverken | 416        |
| 8.  | Mohed       | 416        |
| 9.  | Skog        | 312        |
| 10. | Vallvik     | 288        |
| 11. | Marmaskogen | 254        |

## Venskabsbyer
| Norge   | Os i Hordaland, Norge |
| Finland | Jakobstad, Finland    |
| Estland | Kunda, Estland        |
| Polen   | Szczecinek, Polen     |

## Eksterne kilder og henvisninger
- Wikimedia Commons har flere filer relateret til Söderhamns kommun
- ”Kommunarealer den 1. januar 2012” (Excel). Statistiska centralbyrån.
- ”Folkmängd i riket, län och kommuner 30 juni 2012”. Statistiska centralbyrån.